# Scala di durezza delle matite
Ad oggi, le matite da disegno hanno due scale: quella britannica, in lettere, e quella statunitense, in numeri.
Il primo ad ideare un metodo di gradazione della durezza della grafite fu Nicolas-Jacques Conté che nel 1794 brevettò il metodo, usato tuttora con alcune modifiche sulla mescola.
Prima di Conté, la durezza della matita era casuale poiché dipendeva dalla grafite utilizzata.

## Classificazione
Conté usava dei numeri, gli inglesi utilizzarono le lettere H (da hard, duro) e B (per black, nero) per indicare rispettivamente le dure e le morbide, così HHH era particolarmente dura e BBB particolarmente morbida. 
Col tempo si sostituirono le sequenze di lettere col numero corrispondente e una sola lettera. La lettera F sta per fine point, cioè punto giusto, ovvero una via di mezzo tra la matita dura e quella morbida; abbastanza simile, ma leggermente più morbida, è la matita HB, a metà strada anch'essa tra la dura e la morbida.
Gli statunitensi usano una scala numerica, approssimativamente centrata sulla scala inglese. Le varie matite frazionarie USA (2 ½, 2 4/8, 2 5/10) sono tutte equivalenti, ma furono differenziate per evitare problemi di brevetto da parte dei vari produttori. Nessuna delle due scale, tuttavia, è uno standard ufficiale.
| Denominazioni (in base al territorio) | Denominazioni (in base al territorio) | Denominazioni (in base al territorio) | Caratteristiche                        | Esempi d'utilizzo                                         |
| ------------------------------------- | ------------------------------------- | ------------------------------------- | -------------------------------------- | --------------------------------------------------------- |
| Europa                                | Stati Uniti                           | Russia                                | Caratteristiche                        | Esempi d'utilizzo                                         |
| 9B                                    | –                                     | –                                     | molto morbide, tratto nero             | Per scopi artistici (come schizzi o bozze)                |
| 8B                                    | –                                     | –                                     | molto morbide, tratto nero             | Per scopi artistici (come schizzi o bozze)                |
| 7B                                    | –                                     | –                                     | molto morbide, tratto nero             | Per scopi artistici (come schizzi o bozze)                |
| 6B                                    | –                                     | –                                     | molto morbide, tratto nero             | Per scopi artistici (come schizzi o bozze)                |
| 5B                                    | –                                     | –                                     | molto morbide, tratto nero             | Per scopi artistici (come schizzi o bozze)                |
| 4B                                    | –                                     | –                                     | molto morbide, tratto nero             | Per scopi artistici (come schizzi o bozze)                |
| 3B                                    | –                                     | –                                     | morbide, tratto molto scuro            | Per disegni a mano libera                                 |
| 2B                                    | #0                                    | 2М                                    | morbide, tratto molto scuro            | Per disegni a mano libera                                 |
| B                                     | #1                                    | M                                     | morbide, tratto molto scuro            | Per disegni a mano libera                                 |
| HB                                    | #2                                    | TM                                    | medie, tratto scuro                    | Per scrittura (classica o lineare). Abbastanza versatili  |
| F                                     | #2½                                   | –                                     | medie, tratto scuro                    | Per scrittura (classica o lineare). Abbastanza versatili  |
| H                                     | #3                                    | T                                     | dure, tratto grigio                    | Per disegno tecnico o per rappresentazioni grafiche       |
| 2H                                    | #4                                    | 2T                                    | dure, tratto grigio                    | Per disegno tecnico o per rappresentazioni grafiche       |
| 3H                                    | –                                     | –                                     | molto dure, tratto chiaro              | Per progettazioni tecniche o grafiche di livello avanzato |
| 4H                                    | –                                     | –                                     | molto dure, tratto chiaro              | Per progettazioni tecniche o grafiche di livello avanzato |
| 5H                                    | –                                     | –                                     | molto dure, tratto chiaro              | Per progettazioni tecniche o grafiche di livello avanzato |
| 6H                                    | –                                     | –                                     | estremamente dure, tratto molto chiaro | Per litografia, cartografia o xilografia                  |
| 7H                                    | –                                     | –                                     | estremamente dure, tratto molto chiaro | Per litografia, cartografia o xilografia                  |
| 8H                                    | –                                     | –                                     | estremamente dure, tratto molto chiaro | Per litografia, cartografia o xilografia                  |
| 9H                                    | –                                     | –                                     | estremamente dure, tratto molto chiaro | Per litografia, cartografia o xilografia                  |

Per ogni gradazione, si utilizza un diverso tipo di mescola: le sostanze usate variano dall'ambra al poliuretano.